# Ligidium paulum
Ligidium paulum is een pissebed uit de familie Ligiidae. De wetenschappelijke naam van de soort is voor het eerst geldig gepubliceerd in 1976 door Nunomura.